# Cacerense EC
Cacerense is een Braziliaanse voetbalclub uit Cáceres in de staat Mato Grosso. 

## Geschiedenis
De club werd opgericht op 10 juni 1996. In 2006 won de club de beker Copa Governador do Mato Grosso waardoor ze in 2007 in de Série C mochten spelen. De club eindigde in de eerste groepsfase samen met Ceilândia op een gedeelde laatste plaats. Het volgende seizoen kon de club ook staatskampioen worden. In 2010 degradeerde de club uit de hoogste klasse van het Campeonato Mato-Grossense. Na twee seizoenen afwezigheid keerde de club terug in 2013. In 2017 degradeerde de club opnieuw. In 2020 trok de club zich wegens financiële problemen, veroorzaakt door de coronacrisis terug uit de tweede klasse.

## Erelijst
Campeonato Mato-Grossense
2007